# 大相岭蹄盖蕨
大相岭蹄盖蕨（学名：Athyrium daxianglingense）为蹄盖蕨科蹄盖蕨属下的一个种。

## 扩展阅读
- 維基物種上的相關：大相岭蹄盖蕨